# Округ Џим Хог (Тексас)
Округ Џим Хог (енгл. Jim Hogg County) је округ у америчкој савезној држави Тексас. По попису из 2010. године број становника је 5.300.

## Демографија
Према попису становништва из 2010. у округу је живело 5.300 становника, што је 19 (0,4%) становника више него 2000. године.
| Група             | 2000.         | 2010.         |
| Белци             | 474 (9,0%)    | 334 (6,3%)    |
| Афроамериканци    | 24 (0,5%)     | 22 (0,4%)     |
| Азијати           | 11 (0,2%)     | 15 (0,3%)     |
| Хиспаноамериканци | 4.752 (90,0%) | 4.907 (92,6%) |
| Укупно            | 5.281         | 5.300         |